# Syosset
Syosset ist ein Ort in der Gemeinde Oyster Bay im Nassau County (New York) auf Long Island.
Syosset liegt etwa 50 km östlich von Midtown Manhattan, 20 km östlich der östlichen Grenze zu Queens, 40 km südöstlich der Throgs Neck Bridge und 270 km südöstlich der Bundesstaatshauptstadt Albany. Der Ort grenzt im Norden an Oyster Bay und Laurel Hollow, im Osten an Woodbury, im Süden an Plainview und Hicksville und im Westen an Jericho und Muttontown. Syosset ist über die Long Island Rail Road und den Long Island Expressway mit New York City verbunden. 

## Söhne und Töchter des Ortes
- Betty Gillies (1908–1998), Pilotin
- J. Watson Webb Jr. (1916–2000), Filmeditor und Museumsleiter
- Mark Whitfield (* 1966), Gitarrist des Hardbop- und Soul-Jazz
- Judd Apatow (* 1967), Filmregisseur, Drehbuchautor und Filmproduzent
- John Weisbrod (* 1968), Eishockeyspieler und -funktionär, Basketballfunktionär
- Tristan Taormino (* 1971), feministische Autorin, Kolumnistin und Pornoregisseurin
- John Pollono (* 1972), Filmschauspieler und Drehbuchautor
- Shannon MacMillan (* 1974), Fußballspielerin
- Rob Scuderi (* 1978), Eishockeyspieler
- Sue Bird (* 1980), Basketballspielerin
- Eric Nystrom (* 1983), Eishockeyspieler
- 3LAU (* 1991), DJ und Produzent im Bereich Progressive House und Electro House